# (8636) Malvina
(8636) Malvina (1985 UH2) – planetoida z pasa głównego asteroid okrążająca Słońce w ciągu 3,59 lat w średniej odległości 2,34 au. Odkryta 17 października 1985 roku.